# Dobków
Dobków (deutsch: Kleinhelmsdorf) ist ein Ort in der Stadt- und Landgemeinde Świerzawa im Powiat Złotoryjski der Woiwodschaft Niederschlesien in Polen.

## Geografie
Das langgestrecktes Dorf liegt zwischen dem Bober-Katzbach-Vorgebirge und dem Bober-Katzbach-Gebirge. Es erstreckt sich 3,5 Kilometer entlang des Flusses Bukownica.

## Geschichte
Herzog Heinrich I. schenkte dem Kloster Leubus in Leubus 500 Lehen und dann wurde in dieser Gegend eine neue Stadt gegründet, die 1203 oder 1206 erwähnt und mit Bewohnern aus Franken besiedelt wurde. Benannt wurde sie nach Helmrich – dem ersten erblichen Dorfvorsteher – Helmrichesdorf. Nach vielen Änderungen wurde der Name Ende des 19. Jahrhunderts schließlich zu Klein Helmsdorf. Bis 1819 blieb das Dorf Eigentum des Klosters Leubus.
Als Folge des Zweiten Weltkriegs fiel Klein Helmsdorf 1945 mit dem größten Teil Schlesiens an Polen. Nachfolgend wurde es in Dobków umbenannt. Die deutsche Bevölkerung wurde weitgehend vertrieben. Die neu angesiedelten Bewohner waren teilweise Zwangsumgesiedelte aus Ostpolen, das an die Sowjetunion gefallen war. Die neuen polnischen Ansiedler nannten den Ort zunächst Chełmno. 1946 wurde der Ortsname Dobków amtlich eingeführt.

## Sehenswürdigkeiten
- Pfarrkirche St. Ägidius vom Ende des 14. Jahrhunderts, im Inneren befinden sich ein barocker Hauptaltar und ein Taufbecken.
- Evangelische Friedhof aus dem 18.–19. Jahrhundert neben der Kirche.

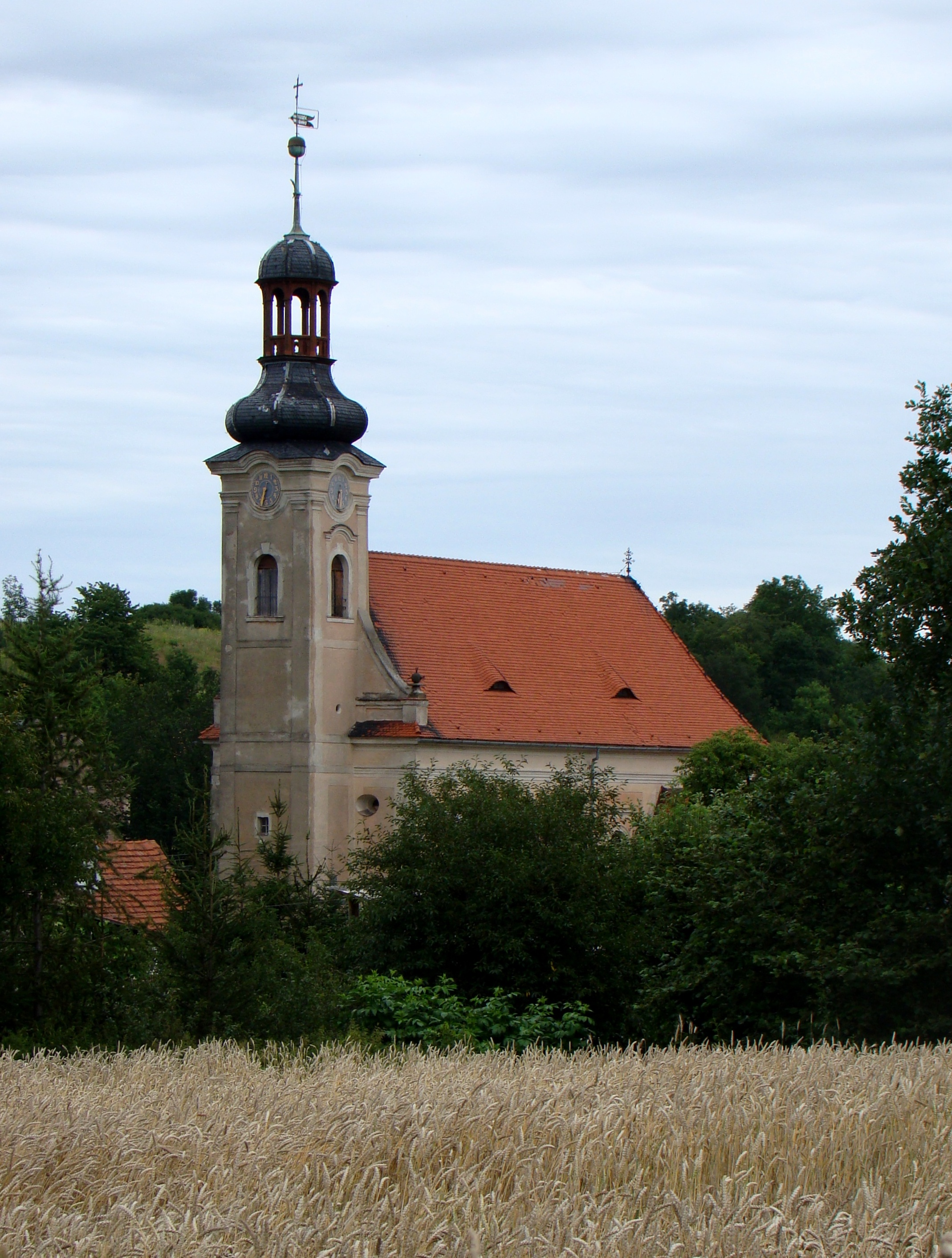
St. Ägidius
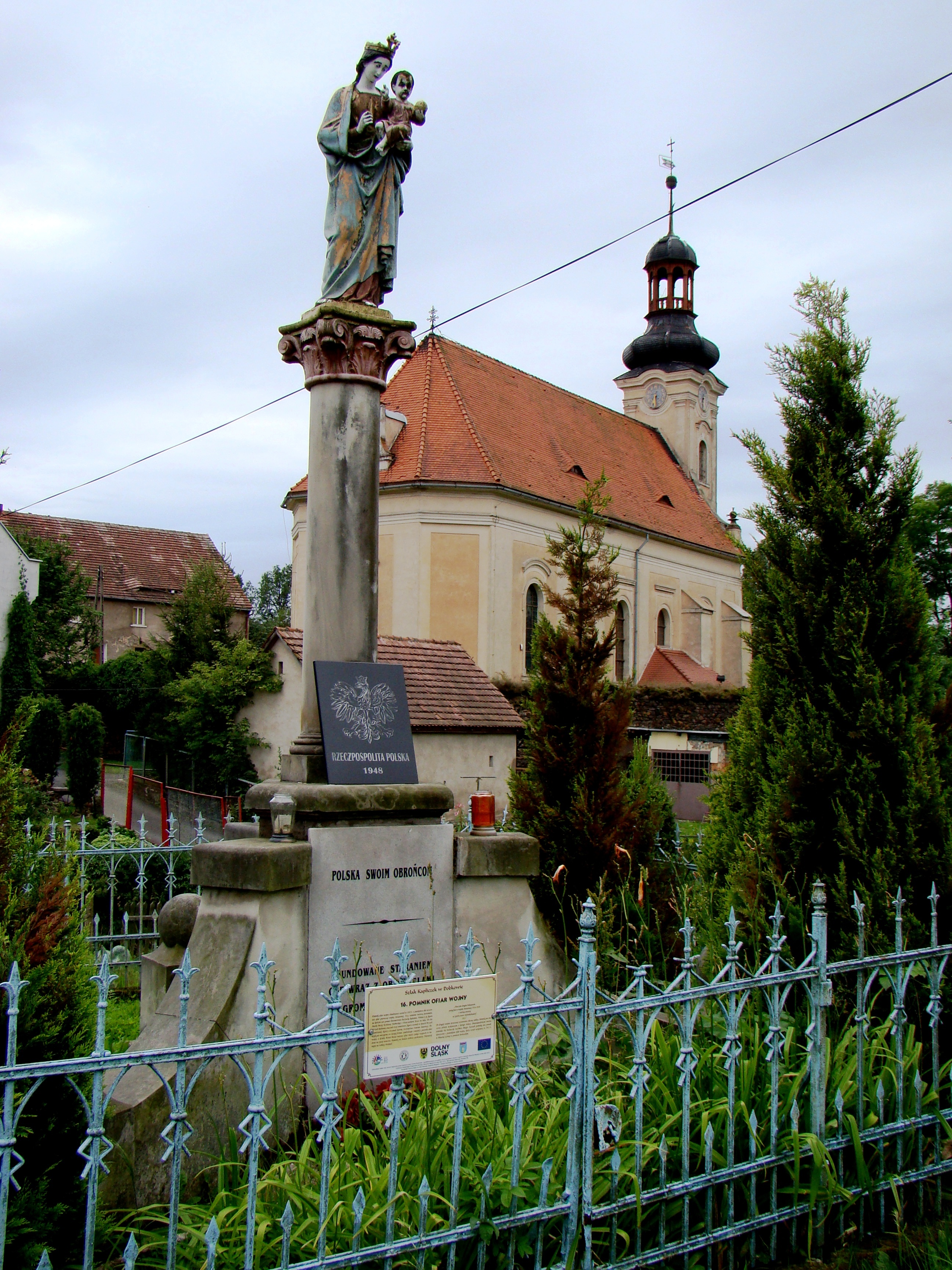
Polnisches Kriegerdenkmal
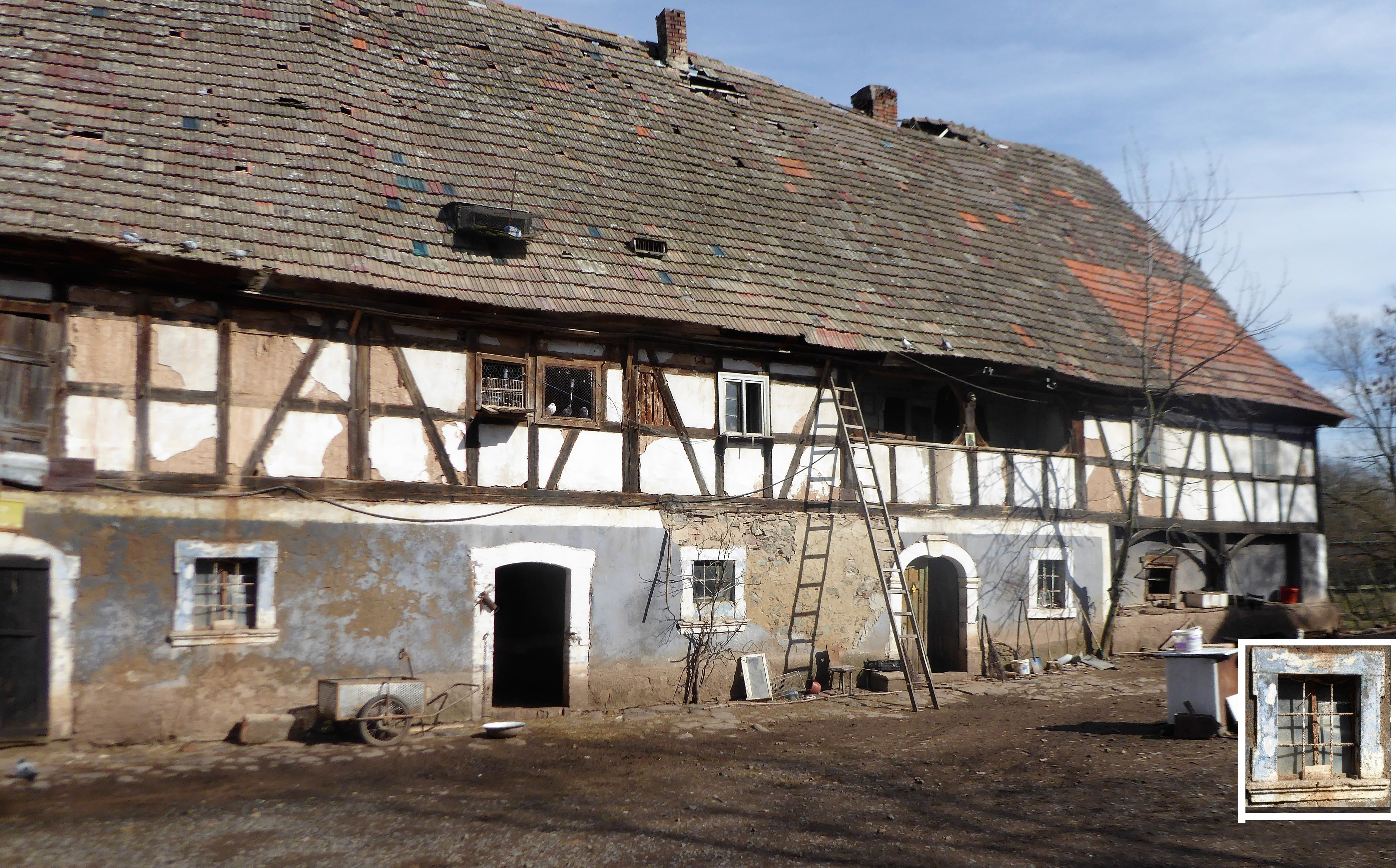
Bauernhof
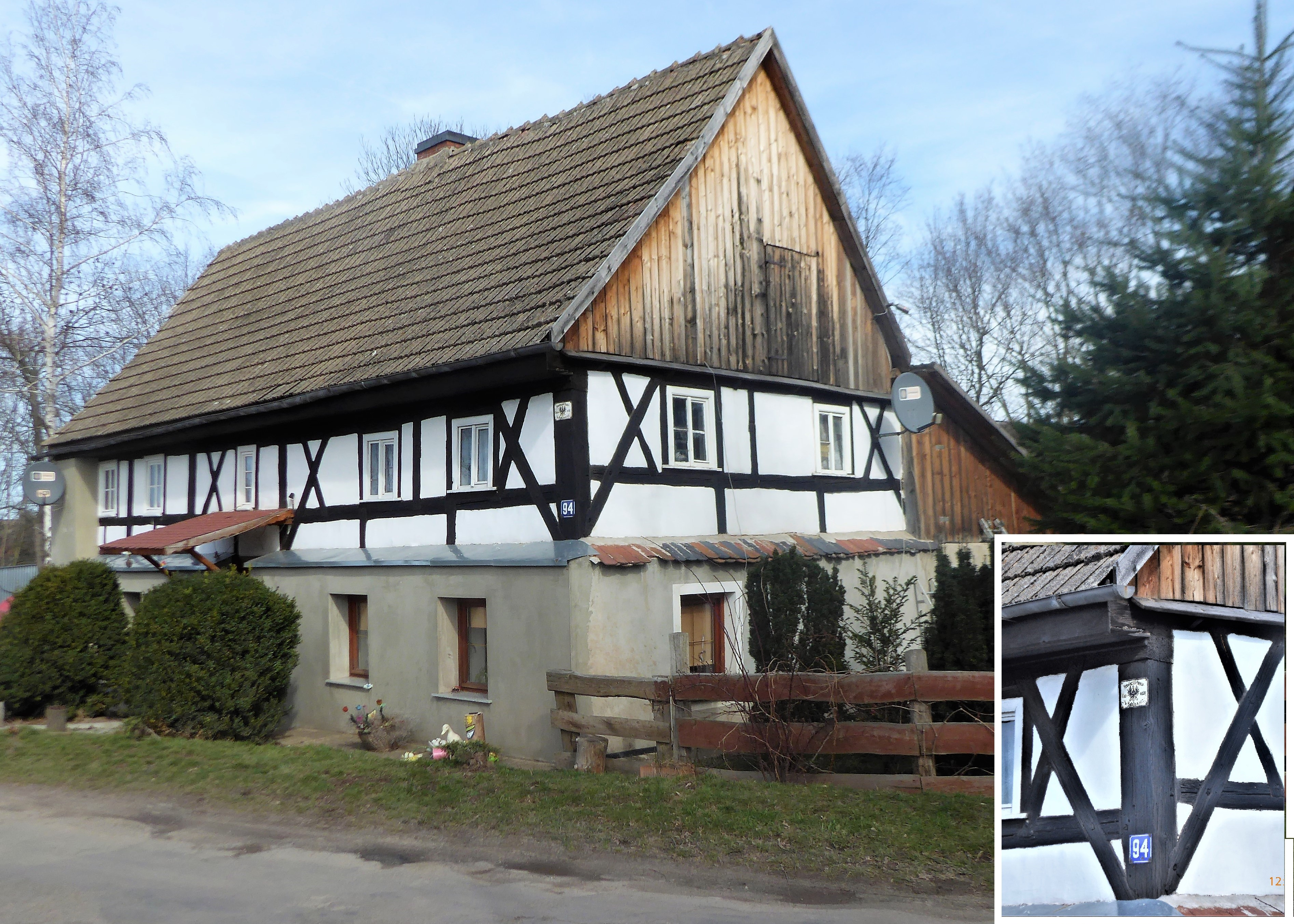
Altes Wohnhaus